# Anii 1890 în film
- Anii 1880 în cinematografie — Anii 1890 în cinematografie — Anii 1900 în cinematografie

În anii 1890 au avut loc mai multe evenimente în industria filmului:

## Filme

Secvențele care s-au păstrat din pelicula London's Trafalgar Square

Aceasta este o listă incompletă de filme produse în anii 1890:
- 1890: Monkeyshines, No. 1 - surse contradictorii indică că a fost turnat în iunie 1889 sau noiembrie 1890.
- 1890: Monkeyshines, No. 2
- 1890: Monkeyshines, No. 3
- 1890: London's Trafalgar Square de Wordsworth Donisthorpe
- 1890: Falling Cat[1]
- Dickson Greeting (William Dickson 1891)
- Blacksmith Scene (William Dickson 1893)
- Fred Ott's Sneeze (William Dickson 1894)
- Fred Ott Holding a Bird (William Dickson 1894)
- Buffalo Dance (William Dickson 1894)
- Dickson Experimental Sound Film (William Dickson 1895)
- L'Arrivée d'un train en gare de La Ciotat (Auguste și Louis Lumière 1895)
- Workers Leaving the Lumière Factory (Louis Lumière 1895)
- L'Arroseur Arrosé (Louis Lumière 1895)
- Baignade en mer (Georges Méliès 1896)
- Le Manoir du diable (Georges Méliès 1896)
- The Kiss (William Heise 1896)
- La Fée aux Choux (Alice Guy Blaché 1896)
- Rip van Winkle (William Dickson 1896)
- Admiral Cigarette (William Heise 1897)
- The Milker's Mishap (regizor necunoscut 1897)
- New Pillow Fight (regizor necunoscut 1897)
- The Nearsighted School Teacher (regizor necunoscut 1898)
- Jeanne d'Arc (film din 1899) (Georges Méliès 1899)

## Nașteri
1890: